# Vechtlanden

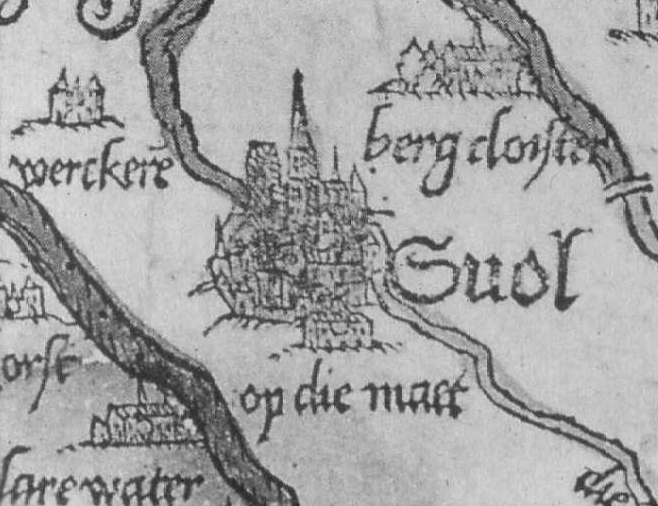
Bergklooster op een oude kaart

Vechtlanden is een dunbevolkte wijk (CBS wijkcode 32) in het buitengebied ten noorden van de gemeente Zwolle.

## Beschrijving
Het gebied ontleent zijn naam aan de rivier de Overijsselse Vecht die door het gebied kronkelt. Het gebied wordt ten oosten en zuiden begrensd door de A28, ten noorden grenst het aan Zwartewaterland (langs de Hasselterweg). Aan de westzijde loopt het Zwarte Water. Vechtlanden omvat de buurtschappen Langenholte, Brinkhoek en Haerst. Vechtlanden grenst aan de zuidzijde aan de Zwolse woonwijk Aa-landen, aan de zuidoostzijde (achter de A28) aan de wijk Berkum (met bedrijvenpark Hessenpoort).
Het gebied zelf is overwegend agrarisch van aard. Er zijn diverse waterpartijen, zoals de Overijsselse Vecht (met de Zijlkolk), de Agnietenplas, de plas Het Streng, het Zwartewater (met de Noorderkolk en Westerveldse Kolk), de Wijde Aa, de Bomhofsplas, en het recreatiewater bij de voormalige watertoren van De Lichtmis in de noordelijke punt van het gebied.
Nabij de Agnietenplas ligt het bos de Agnietenberg, de Begraafplaats Bergklooster (er stond daar in vroeger tijden een klooster, de begraafplaats dateert uit 1399) en de Algemene Begraafplaats Kranenburg, en het sportpark De Pelikaan.
Helemaal in de westelijke punt ligt het Westerveldse Bos
Wijken: Aa-landen · Assendorp · Berkum · Binnenstad · Diezerpoort · Hanzeland · Holtenbroek · Ittersum · Kamperpoort-Veerallee · Marsweteringlanden · Poort van Zwolle · Schelle · Soestweteringlanden · Stadshagen · Vechtlanden · Westenholte · Wipstrik

Buurten: Aalanden-Midden · -Noord · -Oost · -Zuid · Bagijneweide · Berkum · Binnenstad-Noord · -Zuid · Bollebieste · Breecamp · Breezicht · Brinkhoek · De Tippe · Dieze-Centrum · Frankhuis · Gerenbroek · Gerenlanden · Geren · Haerst · Hanzeland · Harculo en Hoog-Zuthem · Herfte · Het Noorden · Hogenkamp · Holtenbroek I · II · III · IV · Indische Buurt · Ittersumerbroek · Ittersumerlanden · Kamperpoort  · Katerveer-Engelse Werk · Langenholte · Mastenbroek · Meppelerstraatweg-Zuid · Milligen · Nieuw-Assendorp · Noordereiland · Oldenelerbroek · Oldenelerlanden-Oost · -West · Oud-Assendorp · Oud-Westenholte · Oud Ittersum · Oud Schelle · Pierik · Schelle-Zuid en Oldeneel · Schellerbroek · Schellerhoek · Schellerlanden · Schildersbuurt · Schoonhorst · Spoolde · Stadsbroek · Stationsbuurt · Tolhuislanden · Veerallee · Veldhoek · Vreugderijk · Werkeren · Westenholte-Stins · Wezenlanden · Wijthmen · Windesheim · Wipstrik-Noord · -Zuid · Zwolle-Zuid

Bedrijventerreinen: Floresstraat · Hanzeland · Hessenpoort · Marslanden (-Noord · -Zuid) · Oosterenk · Voorst (Voorst-A · Voorst-B · Voorst-C) · Voorsterpoort · De Vrolijkheid